# شرکت مهندسی پاکستان
شرکت مهندسی پاکستان (انگلیسی: Pakistan Engineering Company) شرکت خدمات مهندسی پاکستانی است، که در سال ۱۹۵۰ تأسیس شد.